# Morro do Moco
Morro do Moco (hrvatski: Planina Moco) je najviša planina u Angoli s visinom 2620 m. Nalazi se u provinci Huambo u zapadnom dijelu države 70 km od grada Huambo. Planina je proglašena jednim od "sedam čuda Angole". Odredište je za planinare, promatrače ptica i padobranske jedrače.